# Хиллъярд, Стейси
Сте́йси Хи́ллъярд (англ. Stacey Hillyard) — английская бывшая профессиональная снукеристка.

## Карьера
Стейси Хиллъярд за свою карьеру установила множество рекордов и достижений в женском снукере. Она стала первой женщиной, сделавшей сенчури-брейк (15 января 1985 года, любительский матч). В октябре 1984 года 15-летняя Стейси выиграла женский чемпионат мира, став таким образом самой юной победительницей мирового первенства (рекорд держится до сих пор). В 1991 году Хиллъярд получила лицензию на выступления в профессиональных турнирах мэйн-тура, что женщинам удавалось крайне редко. В том же году она вышла в финал женского одиночного разряда турнира World Masters, но проиграла Карен Корр со счётом 2:6. В 1992 она сделала сенчури-брейк в 137 очков — наивысшую на то время серию среди женщин.
В 1987, 1990, 1993—1994 годах Стейси была финалисткой чемпионата мира, но повторить своё достижение 1984 года ей больше не удалось.